# Kristian Fjeld
Kristian Fjeld (* 16. Februar 1887 in Vestre Toten, Oppland; † 23. Dezember 1976) war ein norwegischer Politiker der Arbeiderpartiet, der unter anderem von 1925 bis 1941 Bürgermeister von Stange sowie von 1945 bis 1951 Landwirtschaftsminister war.

## Leben

### Arbeiter, Bürgermeister von Stange und Zweiter Weltkrieg
Kristian Fjeld, Sohn des Landwirts Martinus Fjeld und dessen Frau Anna Juline Østby, besuchte bis 1901 die Weiterführende Schule (Framhaldsskole) und war danach von 1902 bis 1910 als Landarbeiter tätig. In dieser Zeit begann er sein Engagement für die Arbeiterpartei (Arbeiderpartiet) und gehörte von 1903 bis 1940 dem Vorstand der Partei in Stange an. Er war von 1910 bis 1917 als Bauarbeiter beschäftigt und fungierte von 1910 bis 1913 auch als Vorsitzender der Arbeiderpartiet von Stange. In dieser Zeit wurde er 1916 auch erstmals zum Mitglied des Stadtrates von Stange gewählt und gehörte diesem bis 1925 an. Beruflich war er von 1918 bis 1921 als Vorarbeiter beim Kommunalen Elektrizitätswerk Stange (Stange kommunale elektrisitetsverk) sowie danach von 1921 bis 1925 als Maschinist beim Kraftwerk Vik (Vik kraftstasjon) beschäftigt.
Fjeld, der sich 1925 einen kleinen Bauernhof kaufte, war von 1925 bis 1941 Bürgermeister von Stange. Er war von 1924 bis 1951 Vorstandsvorsitzender des Kommunalen Elektrizitätswerks Stange, dessen Vorstand er bereits von 1920 bis 1924 angehörte. 1925 wurde er erstmals Mitglied des Fylkesting des Fylke Hedmark und fungierte zuletzt von 1934 bis 1941 als Vorsitzender dieses Fylkesting. Zugleich war er von 1931 bis 1933 für Hedmark stellvertretendes Mitglied des Storting. Des Weiteren gehörte er von 1933 bis 1949 dem Landesvorstand der Arbeiterpartei (Det norske Arbeiderpartis landsstyre) als stellvertretendes Mitglied an. Nach der deutschen Besetzung Norwegens am 9. April 1940 musste er seine politischen Tätigkeiten weitgehend einstellen und befand sich vom 1. September 1942 bis Mai 1945 in Haft im Polizeihäftlingslager Grini.

### Abgeordneter und Landwirtschaftsminister
Nach seiner Befreiung und dem Ende des Zweiten Weltkrieges wurde Kristian Fjeld für die Arbeiderpartiet am 8. Oktober 1945, am 10. Oktober 1949, 12. Oktober 1953 sowie am 6. Oktober 1957 wieder zum Mitglied der Storting gewählt, der er bis zum 30. September 1961 angehörte. 1945 war er erneut kurzzeitig Vorsitzender des Fylkesting Hedmark.
Am 5. November 1945 wurde er als Landwirtschaftsminister (Statsråd, Landbruksdepartementet) in die zweite Regierung Gerhardsen berufen. Er hatte dieses Amt bis zum Ende von Gerhardsens Amtszeit am 19. November 1951 inne. Nach seinem Ausscheiden aus der Regierung war er vom 11. Januar 1952 bis zum 10. Januar 1954 zunächst Vorsitzender des Storting-Ausschusses für Wälder, Wasserläufe und Industrie (Skog-, vassdrags- og industrikomiteen) sowie anschließend vom 22. Januar 1954 bis zum 30. September 1961 Vorsitzender des Kommunalausschusses (Kommunalkomiteen). 1953 fungierte er zudem als Vorsitzender des Komitees für Staatliche Gesellschaften sowie 1954 Vorsitzender des Verhandlungsausschusses für Agrarpreise. Zuletzt fungierte er von 1961 bis 1963 als Vorsitzender des Vorstandes der Norwegischen Feuerversicherungsgesellschaft (Norsk Brankasse), deren Vorstand er bereits seit 1945 angehörte. Für seine langjährigen Verdienste wurde er 1962 Kommandeur des Sankt-Olav-Ordens.